# Municipio de Adams (condado de Warren)
El municipio de Adams (en inglés: Adams Township) es un municipio ubicado en el condado de Warren en el estado estadounidense de Indiana. En el año 2010 tenía una población de 512 habitantes y una densidad poblacional de 7,33 personas por km².

## Geografía

Un mapa del municipio de Adams

El municipio de Adams se encuentra ubicado en las coordenadas 40°25′57″N 87°13′15″O / 40.43250, -87.22083. Según la Oficina del Censo de los Estados Unidos, el municipio tiene una superficie total de 69.9 km², de la cual 69,9 km² corresponden a tierra firme y (0 %) 0 km² es agua.

## Demografía
Según el censo de 2010, había 512 personas residiendo en el municipio de Adams. La densidad de población era de 7,33 hab./km². De los 512 habitantes, el municipio de Adams estaba compuesto por el 97,07 % blancos, el 2,15 % eran asiáticos y el 0,78 % eran de una mezcla de razas. Del total de la población el 1,37 % eran hispanos o latinos de cualquier raza.